# Gräshagskyrkan
Gräshagskyrkan är en kyrkobyggnad i Jönköping i Växjö stift. Den är församlingskyrka i Jönköpings församling med ansvar för stadsdelarna Gräshagen och Tokarp.

## Kyrkobyggnaden
Kyrkan uppfördes efter ritningar av arkitekt Gösta Planck, och invigdes den 1 december 1962. Vid kyrkan finns en vitmålad klockstapel av betong.

## Orgel
- På 1960-talet byggde Åkerman & Lund, Knivsta, en orgel med 5 stämmor. Den flyttades 1969 till Ekhagskyrkan, Jönköping.

| Manual         | Pedalverk |
| Gedacht 8'     | Bihängd   |
| Principal 4'   |           |
| Rörflöjt 4'    |           |
| Gemshorn 2'    |           |
| Scharff 2 chor |           |

- 1969 byggde Åkerman & Lund orgelbyggeri, Knivsta en mekanisk orgel.

| Huvudverk I  | Svällverk II      | Pedalverk     | Koppel |
| Gedackt 8'   | Rörflöjt 8'       | Subbas 16'    | I/P    |
| Principal 4' | Gemshorn 4'       | Quintadena 4' | II/P   |
| Mixtur 3 ch  | Waldflöjt 2'      |               | II/I   |
|              | Spetskvint 1 1/3' |               |        |
|              | Crescendosvällare |               |        |

## Bilder

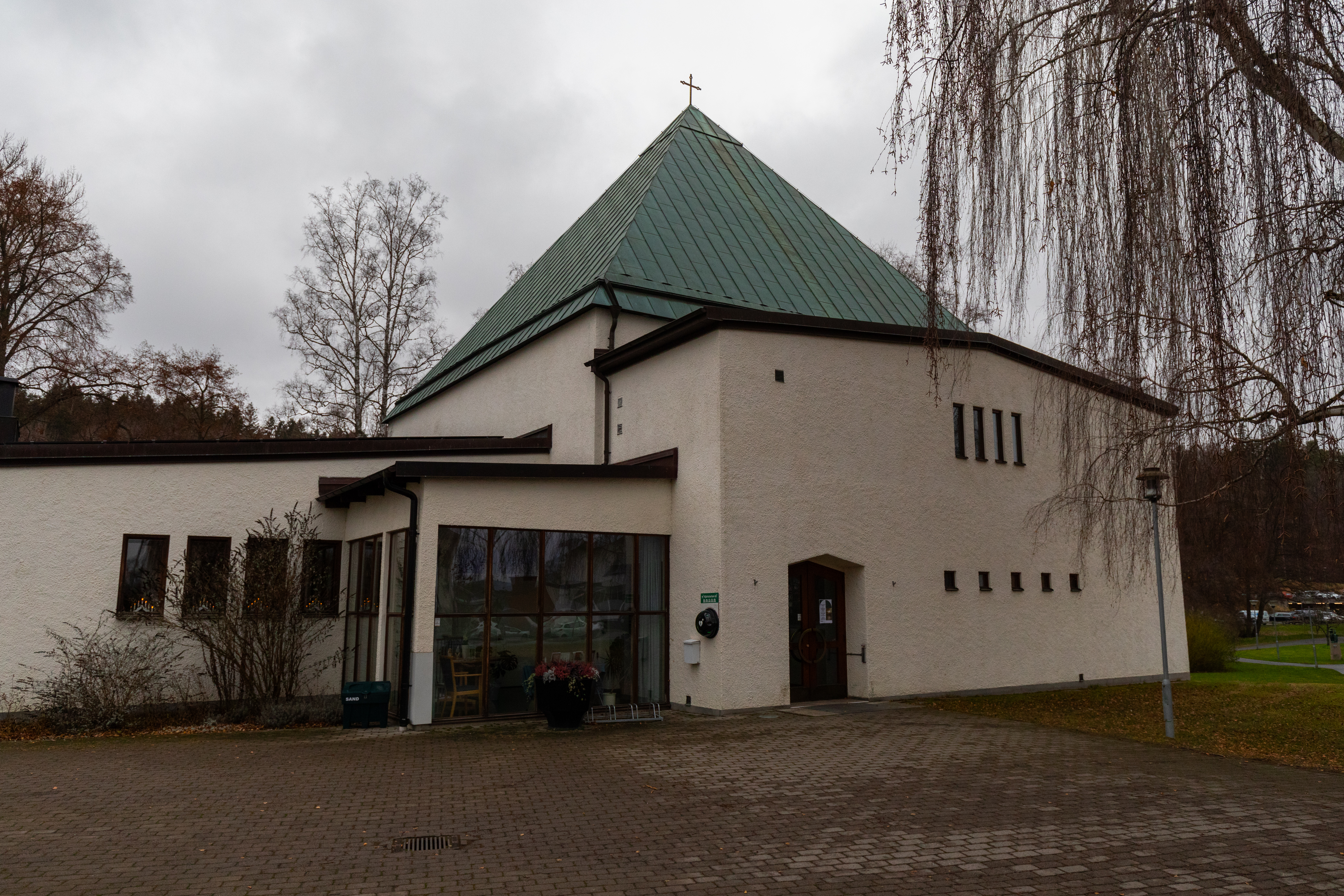
Gräshagskyrkans kyrkobyggnad sedd från klockstapeln
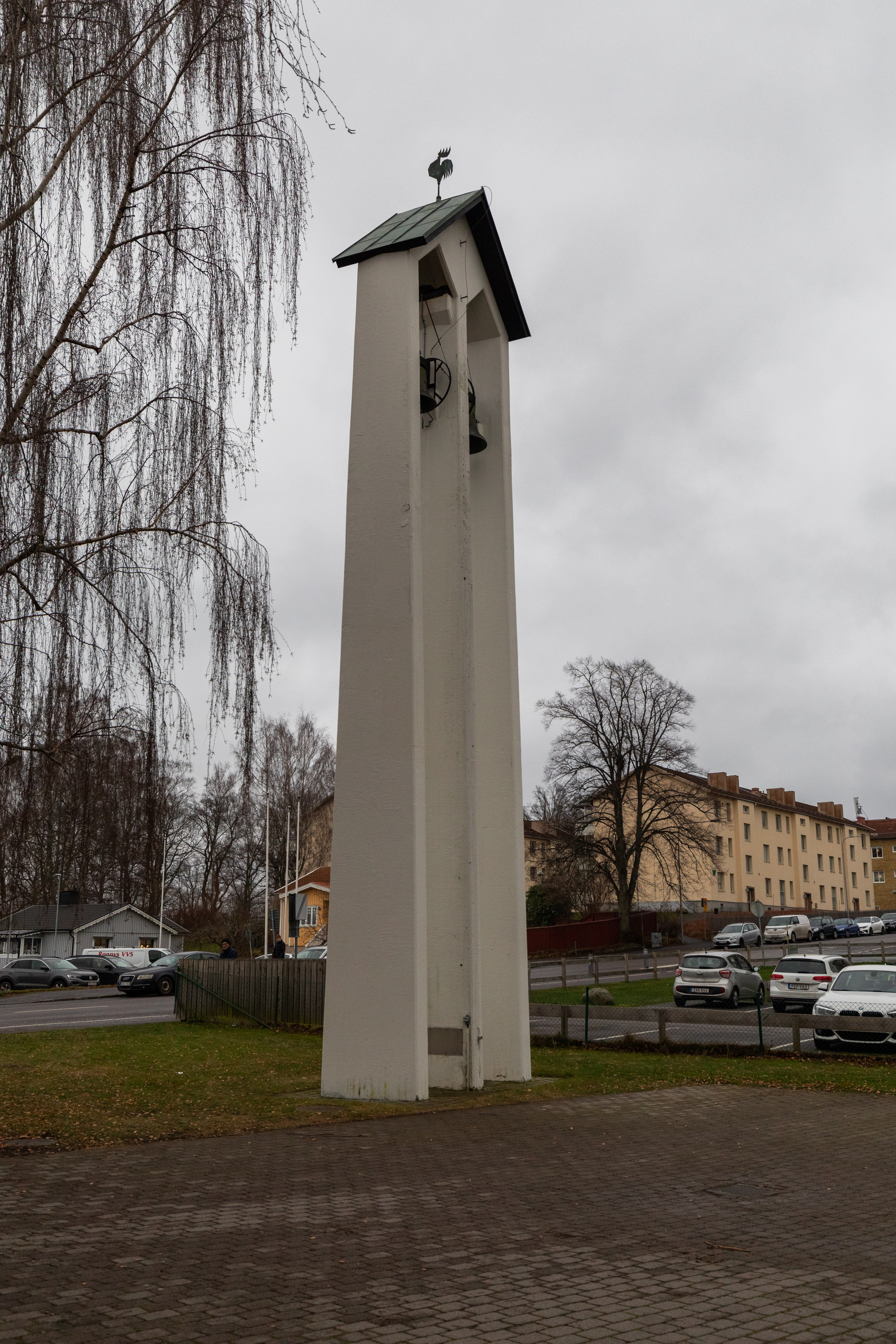
Klockstapeln vid Gräshagskyrkan, sedd från trädgården vid kyrkan
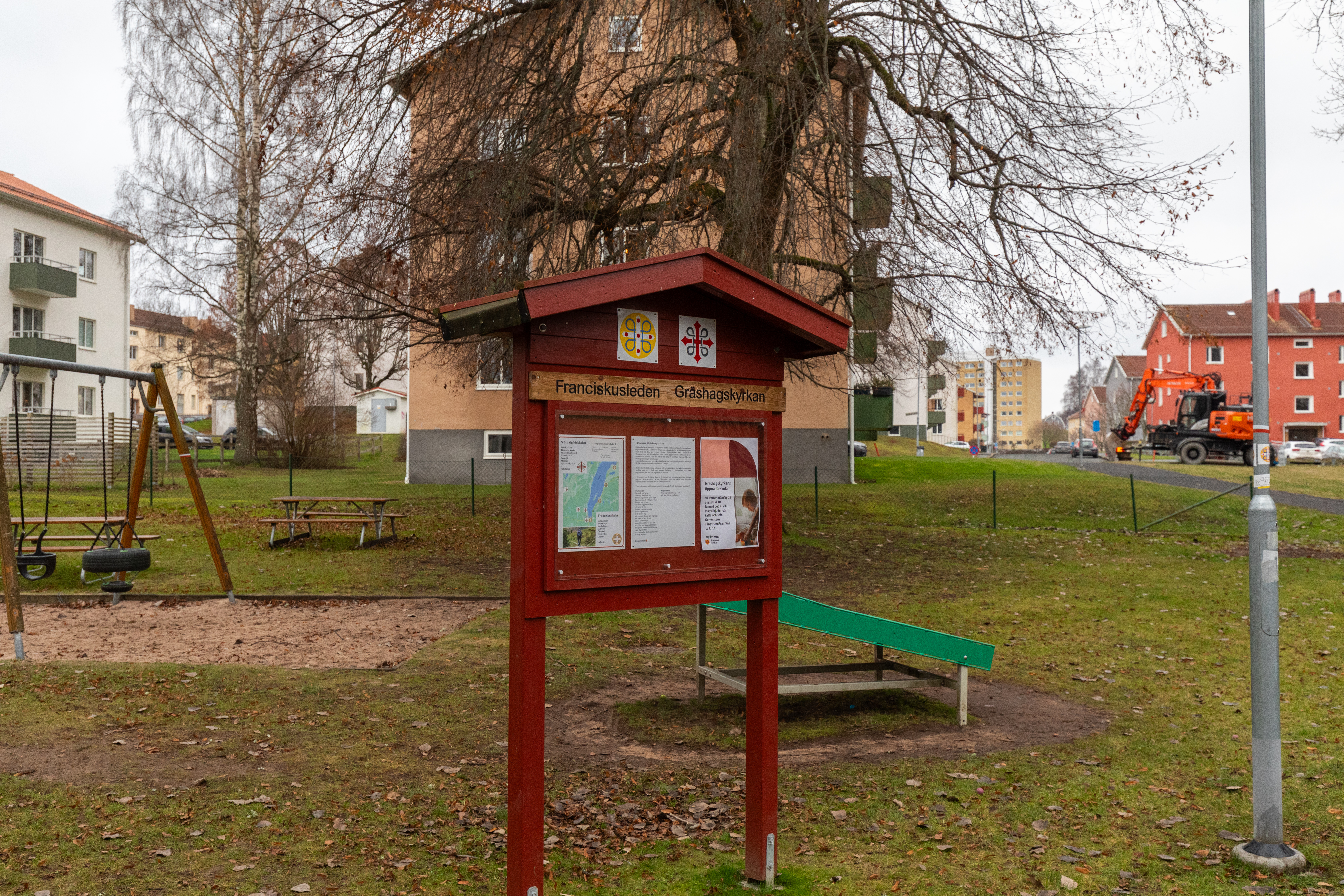
Informationsskylt om Franciskusleden, som passerar i området, på baksidan av kyrkobyggnaden